# Гайніямацька сільська рада
Гайніяма́цька сільська рада (рос. Гайниямакский сельский совет) — муніципальне утворення у складі Альшеєвського району Башкортостану, Росія. Адміністративний центр — село Гайніямак.

## Населення
Населення — 891 особа (2019, 1076 в 2010, 1229 в 2002).

## Склад
До складу поселення входять такі населені пункти:
| Населений пункт     | Населення, осіб (2002) | Населення, осіб (2010) |
| ------------------- | ---------------------- | ---------------------- |
| Айтуган, присілок   | 19                     | 16                     |
| Буданьяр, присілок  | 50                     | 40                     |
| Гайніямак, село     | 1023                   | 897                    |
| Іршат, присілок     | 81                     | 65                     |
| Тукмакбаш, присілок | 56                     | 55                     |